# Type VII (lớp tàu ngầm)
U-boat Type VII là kiểu tàu ngầm thông dụng nhất của Hải quân Đức Quốc Xã trong Chiến tranh Thế giới thứ hai, với 703 chiếc được chế tạo vào lúc cuộc xung đột kết thúc. Chiếc duy nhất còn sống sót, U-995, hiện đang được trưng bày tại Đài tưởng niệm Hải quân Laboe ở Laboe, Schleswig-Holstein, Đức.

## Thiết kế và chế tạo
Thiết kế của Type VII dựa trên những thiết kế tàu ngầm Đức trước đây vào thời Chiến tranh Thế giới thứ nhất, Type UB III và đặc biệt là Type UG bị hủy bỏ). Type UG được thiết kế bởi công ty bình phong Hà Lan NV Ingenieurskantoor voor Scheepsbouw Den Haag (I.v.S) nhằm né tránh các gới hạn mà Hiệp ước Versailles đặt ra, và được đóng tại các xưởng tàu ở nước ngoài. Các lớp tàu ngầm Phần Lan Vetehinen cùng Type E-1 của Tây Ban Nha cũng cung cấp những ý tưởng căn bản cho thiết kế Type VII. Những thiết kế này đã dẫn đến Type VII cùng với Type I, vốn được đóng tại xưởng tàu của hãng AG Weser ở Bremen, Đức. Việc chế tạo Type I bị ngừng sau khi chỉ đóng hai chiếc mà không rõ nguyên nhân. Thiết kế của Type I sau này được sử dụng trong việc phát triển Type VII và Type IX.
Tàu ngầm Type VII là kiểu U-boat được sử dụng rộng rãi nhất trong cuộc chiến tranh, cũng là kiểu tàu ngầm được sản xuất nhiều nhất trên thế giới, với 703 chiếc được chế tạo. Chúng có nhiều biến thể khác nhau. Type VII cũng là kiểu U-boat tham gia nhiều nhất trong Trận Đại Tây Dương.

## Các biến thể

### Type VIIA
U-boat Type VIIA được thiết kế trong giai đoạn 1933-1934 như loạt đầu tiên của một thế hệ tàu ngầm tấn công mới. Phần lớn U-boat Type VIIA được chế tạo tại xưởng tàu Deschimag AG Weser ở Bremen, ngoại trừ những chiếc từ U-33 đến U-36 được chế tạo tại xưởng tàu Friedrich Krupp Germaniawerft ở Kiel. Cho dù không gian sinh hoạt bên trong tàu rất chật chội, U-boat Type VIIA được thủy thủ đoàn ưa chuộng nhờ tốc độ lặn khẩn cấp nhanh, giup chúng chống trả đối phương tấn công tốt hơn so với những kiểu tàu lớn, cồng kềnh. Ngoài ra tàu nhỏ với tầm hoạt động ngắn hơn sẽ rút ngắn các chuyến tuần tra. Chúng trang bị vũ khí mạnh hơn kiểu Type II nhỏ hơn mà chúng thay thế, với bốn ống phóng ngư lôi trước mũi và một ống phía đuôi bên ngoài tàu. Chúng thường mang theo 11 quả ngư lôi, rất cơ động trên mặt nước và trang bị pháo 8,8 xentimét (3,5 in) bắn nhanh trên boong tàu với khoảng 220 quả đạn.
Mười chiếc Type VIIA được chế tạo từ năm 1935 đến năm 1937. Tất cả ngoại trừ hai chiếc Type VIIA đều bị đánh chìm trong Thế Chiến II. U-29 (dưới quyền hạm trưởng Otto Schuhart) và U-30, tàu ngầm đầu tiên đánh chìm một tàu đối phương trong Thế Chiến II, cả hai đều bị đánh đắm tại vịnh Kupfermühlen vào ngày 4 tháng 5, 1945. 
U-boat Type VIIA vận hành trên mặt nước nhờ hai động cơ diesel MAN AG M6V 40/46 6-xy lanh 4-thì, cung cấp công suất tổng cộng 2.100–2.310 mã lực phanh (1.570–1.720 kW) ở 470 đến 485 vòng quay mỗi phút. Khi lặn, hai động cơ/máy phát điện Brown, Boveri & Cie (BBC) GG UB 720/8 cung cấp công suất 750 mã lực (560 kW) ở 322 vòng quay mỗi phút. 

### Type VIIB
Type VIIA có trữ lượng nhiên liệu hạn chế, nên 24 chiếc Type VIIB chế tạo trong giai đoạn từ năm 1936 và 1940 có thêm 33 tấn nhiên liệu trong những thùng chứa dạng yên ngựa bên ngoài, tăng tầm xa hoạt động thêm 2.500 hải lý (4.600 km; 2.900 mi) ở tốc độ 10 hải lý trên giờ (19 km/h; 12 mph) trên mặt nước. Động cơ mạnh hơn cũng giúp chúng hơi nhanh hơn so với Type VIIA, và hai bánh lái giúp con tàu thêm nhanh nhẹn. Vũ khí ngư lôi được cải tiến khi ống phóng ngư lôi phía đuôi được đưa vào bên trong tàu. Giờ đây chúng có thêm một ngư lôi bổ sung cho ống phóng phía đuôi, và hai ngăn kín nước dưới sàn trước chứa thêm hai quả ngư lôi nữa, khiến con tàu mang theo tổng cộng 14 quả ngư lôi. Ngoại lệ duy nhất là chiếc U-83, không có ống phóng ngư lôi phía đuôi và chỉ mang theo 12 quả.
Type VIIB bao gồm nhiều chiếc U-boat nổi tiếng nhất trong Thế Chiến II, bao gồm U-48 (chiếc thành công nhất), U-47 của Günther Prien, U-99 của Otto Kretschmer và U-100 của Joachim Schepke. 
Trên mặt nước U-boat Type VIIB vận hành trên mặt nước bởi hai động cơ diesel MAN M6V 40/46 6-xy lanh 4-thì, ngoại trừ các chiếc U-45 đến U-50, U-83, U-85, U-87, U-99, U-100 và U-102 trang bị động cơ Germaniawerft F46 6-xy lanh 4-thì, cung cấp công suất tổng cộng 2.800–3.200 mã lực phanh (2.100–2.400 kW) ở 470 đến 490 vòng quay mỗi phút. Khi lặn, chúng vận hành hai động cơ điện AEG GU 460/8-276, ngoài trừ U-45, U-46, U-49, U-51, U-52, U-54, U-73 đến U-76, U-99 và U-100 giữ lại kiểu động cơ BBC GG UB 720/8 từng trang bị cho Type VIIA, cung cấp công suất 750 mã lực mét (550 kW) ở 295 vòng quay mỗi phút.

### Type VIIC
Type VIIC là "con ngựa thồ" của lực lượng U-boat Đức, với 568 chiếc được nhập biên chế từ năm 1940 đến năm 1945, chiếc VIIC đầu tiên đi vào hoạt động là U-93. Chúng là một công cụ chiến tranh hiệu quả và đã hoạt động tại khắp các mặt trận, cho dù tầm hoạt động chỉ có 8.500 hải lý kém hơn đáng kể so với Type IX (11.000 hải lý), làm giới hạn thời gian có thể hoạt động tại các khu vực xa như Tây và Nam Đại Tây Dương mà không tiếp thêm nhiên liệu từ một tàu tiếp liệu hay U-boat chở dầu. Type VIIC được đưa vào sử dụng và khoảng cuối "Thời kỳ vui vẻ thứ nhất", và tiếp tục là kiểu U-boat với số lượng sử dụng nhiều nhất cho đến giai đoạn cuối của cuộc xung đột.
Type VIIC chỉ khác biệt với Type VIIB là được bổ sung một bộ sonar chủ động cùng một vài cải tiến cơ khí nhỏ, khiến nó dài hơn 2 feet và nặng hơn 8 tấn. Tốc độ và tầm xa hoạt động hầu như tương đương. Nhiều chiếc trong số chúng được trang bị ống hơi trong những năm 1944-1945. Chúng có cách bố trí các ống phóng ngư lôi tương tự như Type VIIB, ngoại trừ U-72, U-78, U-80 , U-554 và U-555 chỉ có hai ống phóng trước mũi; và các chiếc U-203 U-331  U-351 U-401 U-431  và U-651  không có ống phóng phía đuôi tàu.
Để di chuyển trên mặt biển, Type VIIC trang bị hai động cơ diesel Germaniawerft M6V 40/46 siêu tăng áp 6-xy lanh 4-thì, cung cấp công suất tổng cộng 2.800–3.200 PS (2.100–2.400 kW; 2.800–3.200 shp) ở 470 đến 490 vòng quay mỗi phút. Riêng ngoại lệ đối với những chiếc U-88, U-90 và từ U-132 cho đến U-136, chúng trang bị động cơ MAN M6V 40/46 như Type VIIB. Để vận hành ngầm dưới nước, nhiều cấu hình động cơ điện khác nhau được trang bị. Những chiếc đầu tiên sử dụng cấu hình của Type VIIB bao gầm hai động cơ AEG GU 460/8-276 có tổng công suất 750 PS (550 kW; 740 shp) với vòng quay tối đa 396 vòng/phút. Những chiếc mới hơn trang bị động cơ BBC GG UB 720/8, Garbe, Lahmeyer & Co. RP 137/c hoặc Siemens-Schuckert-Werke (SSW) GU 343/38-8 có công suất tương đương.

#### U-flak
Khái niệm "U-flak" hay "Bẫy Flak" bắt đầu từ ngày 31 tháng 8, 1942 khi chiếc U-256 bị hư hại nặng sau khi trúng hỏa lực đối phương từ trên không. Thay vì tháo dỡ, nó được tái trang bị như một tàu phòng không được vũ trang mạnh để đối phó với tổn thất lớn gây ra bởi máy bay Đồng Minh tại vịnh Biscay. Nó trang hai khẩu đội Flakvierling 38 20 mm bốn nòng cùng một khẩu pháo tự động 37 mm trên boong tàu. Một kiểu rocket phòng không 86 mm cũng được đem ra thử nghiệm nhưng không thành công, và có lúc có hai khẩu 20 mm nòng đơn được tăng cường thêm. Lượng nhiên liệu mang theo hạn chế khiến các tàu ngầm phòng không này chỉ hoạt động trong vịnh Biscay, và chúng chỉ mang theo 5 quả ngư lôi nạp sẵn trong ống phóng, dành chỗ cho nhân sự bổ sung cho các khẩu đội pháo.
Bốn chiếc Type VIIC, U-441 U-256 U-621 và U-953, đã được cải biến thành những tàu phòng không trên mặt nước để hộ tống các U-boat ra vào các cảng Pháp bên bờ Đại Tây Dương. Công việc cải biến cũng được bắt đầu trên các chiếc U-211, U-263 và U-271 nhưng chưa hoàn tất, và cuối cùng quay trở lại hoạt động như những chiếc Type VIIC tấn công thông thường.
Những chiếc cải biến được đưa vào hoạt động vào tháng 6, 1943, và thoạt tiên khá thành công khi gây bất ngờ cho Không quân Hoàng gia Anh. Hy vọng hỏa lực phòng không được tăng cường sẽ giúp U-boat tránh được không kích trong vịnh Biscay và tiến ra khu vực hoạt động an toàn, Đô đốc Karl Dönitz, Tư lệnh Lực lượng U-boat, ra lệnh cho các tàu ngầm di chuyển thành nhóm hết tốc độ để băng qua vịnh Biscay; chiến thuật này giúp họ có được khoảng hai tháng an toàn, cho đến khi Không quân Anh thay đổi chiến thuật. Khi một máy bay tuần tra Anh phát hiện mục tiêu, họ không tấn công ngay mà kêu gọi tăng viện; và khi có nhiều máy bay đến nơi họ sẽ tấn công đồng loạt cùng một lúc. Nếu mục tiêu lặn xuống, tàu chống ngầm sẽ được dẫn đường đến nơi để càn quét bằng sonar và thả mìn sâu. Máy bay Anh cũng bắt đầu được trang bị rocket không-đối-đất RP-3 có thể đánh chìm U-boat chỉ với một phát trúng đích, trở thành nguy cơ rất lớn cho tàu ngầm trên mặt nước bất kể vũ khí được trang bị mạnh.
Đến tháng 11, 1943, không đầy sáu tháng sau khi bắt đầu thử nghiệm, kế hoạch chấm dứt và mọi chiếc U-flak được cải biến trở lại Type VIIC tiêu chuẩn, trang bị cấu hình "Turmumbau IV" tiêu chuẩn vào lúc đó bao gồm 1 khẩu pháo tự động M42 37 mm và hai khẩu đội 38 M II 20 mm nòng đôi.  Theo các nguồn tài liệu của Đức, các U-flak đã bắn rơi sáu máy bay đối phương: ba chiếc bởi U-441, còn U-256, U-621 và U-953 mỗi chiếc đã bắn rơi một máy bay.

### Type VIIC/41
Type VIIC/41 là phiên bản được cải tiến nhẹ của Type VIIC, giữ nguyên cấu hình động cơ và vũ khí. Điểm khác biệt là có lườn áp lực chắc chắn hơn nên có độ sâu ép vỡ tốt hơn, và hệ thống động lực nhẹ hơn để bù trừ cho lượng thép gia cố lườn tàu. Với trọng lượng chung nhẹ hơn, có tổng cộng 91 chiếc Type VIIC/41 được chế tạo; những chiếc từ U-1271 trở đi không thể mang theo thủy lôi.
Hiện nay chỉ có một chiếc Type VIIC/41 duy nhất còn lại: U-995 đang được trưng bày tại Đài tưởng niệm Hải quân Laboe gần Kiel.

### Type VIIC/42
Type VIIC/42 được thiết kế trong những năm 1942-1943 để thay thế cho Type VIIC đã cũ. Chúng sẽ có lườn tàu được gia cố và lớp vỏ dày đến 28 mm, giúp lặn sâu hơn gấp đôi so với Type VIIC. Kiểu dáng bên ngoài hầu như tương tự như Type VIIC/41, nhưng sẽ có hai kính tiềm vọng và mang thêm hai quả ngư lôi. Chúng sẽ có động cơ tương tự như Type VIIC.
Hợp đồng đã được ký kết cho 164 chiếc và một số đã được đặt lườn, tuy nhiên tất cả bị hủy bỏ vào ngày 30 tháng 9, 1943 khi chưa có chiếc nào được hạ thủy, công việc chế tạo chuyển sang Type XXI tiên tiến hơn.

### Type VIID
Type VIID được thiết kế trong những năm 1939-1940 là một phiên bản VIIC được kéo dài thêm 10 m (32 ft 10 in) để sử dụng như tàu ngầm rải mìn. Các quả thủy lôi được chuyên chở và thả ra từ ba dãy năm ống phóng thẳng đứng ngay phía sau tháp chỉ huy. Thân tàu được kéo dài cũng tăng thêm lượng nhiên liệu và thực phẩm mang theo. 
Để di chuyển trên mặt nước, Type VIID trang bị hai động cơ diesel Germaniawerft F46 6-xy lanh 4-thì, cung cấp công suất tổng cộng 3.200 bhp (2.400 kW; 3.200 shp) ở 470 đến 490 vòng quay mỗi phút. Khi lặn, chúng sử dụng hai động cơ điện AEG GU 460/8-276 có tổng công suất 750 PS (550 kW; 740 shp) với vòng quay tối đa 285 vòng/phút. Có tổng cộng sáu chiếc Type VIID được chế tạo, và U-218 là chiếc duy nhất sống sót khi chiến trang kết thúc. Năm chiếc kia bị mất với tổn thất nhân mạng toàn bộ. 

### Type VIIF
Type VIIF được thiết kế năm 1941 như những tàu ngầm tiếp liệu để tái vũ trang cho những U-boat ngoài biển khơi sau khi chúng bắn hết số ngư lôi mang theo. Điều này yêu cầu một lườn tàu được kéo dài thêm, khiến chúng trở thành những chiếc Type VII lớn nhất và nặng nhất được chế tạo.Chúng được trang bị vũ khí tương tự như những chiếc Type VII khác, ngoại trừ có thể mang theo tối đa 39 quả ngư lôi và không có hải pháo trên boong tàu. Chúng sử dụng cấu hình động cơ tương tự như Type VIID.
Chỉ có bốn chiếc Type VIIF được chế tạo. Hai chiếc U-1059 và U-1062 được gửi hỗ trợ cho hoạt động của Đội Monsun tại Viễn Đông; hai chiếc còn lại U-1060 và U-1061 được giữ lại khu vực Đại Tây Dương. Ba chiếc bị đánh chìm trong chiến tranh, chiếc duy nhất còn sống sót đã đầu hàng lực lượng Đồng Minh, và giống như số phận của hầu hết U-boat đã đầu hàng, U-1061 bị đánh đắm trong Chiến dịch Deadlight sau chiến tranh. 

## Đặc tính kỹ thuật
| Lớp                           | VIIA                                     | VIIB                                    | VIIC                                    | VIIC/41                                 | VIIC/42                                 | VIID                                                                                     | VIIF                                                             |
| ----------------------------- | ---------------------------------------- | --------------------------------------- | --------------------------------------- | --------------------------------------- | --------------------------------------- | ---------------------------------------------------------------------------------------- | ---------------------------------------------------------------- |
| Trọng lượng choán nước (nổi)  | 626 tấn                                  | 753 tấn                                 | 769 tấn                                 | 759 tấn                                 | 999 tấn                                 | 965 tấn                                                                                  | 1084 tấn                                                         |
| Trọng lượng choán nước (lặn)  | 745 tấn                                  | 857 tấn                                 | 871 tấn                                 | 860 tấn                                 | 1099 tấn                                | 1080 tấn                                                                                 | 1181 tấn                                                         |
| Chiều dài (chung)             | 64,51 m (211 ft 8 in)                    | 66,5 m (218 ft 2 in)                    | 67,2 m (220 ft 6 in)                    | 67,2 m (220 ft 6 in)                    | 68,7 m (225 ft 5 in)                    | 76,9 m (252 ft 4 in)                                                                     | 77,63 m (254 ft 8 in)                                            |
| Chiều dài (thân áp lực)       | 44,5 m (146 ft)                          | 48,8 m (160 ft 1 in)                    | 50,50 m (165 ft 8 in)                   | 50,50 m (165 ft 8 in)                   | 50,9 m (167 ft)                         | 59,8 m (196 ft 2 in)                                                                     | 60,4 m (198 ft 2 in)                                             |
| Mạn tàu (chung)               | 5,85 m (19 ft 2 in)                      | 6,20 m (20 ft 4 in)                     | 6,20 m (20 ft 4 in)                     | 6,20 m (20 ft 4 in)                     | 6,85 m (22 ft 6 in)                     | 6,28 m (20 ft 7 in)                                                                      | 7,3 m (23 ft 11 in)                                              |
| Mạn tàu (thân áp lực)         | 4,70 m (15 ft 5 in)                      | 4,70 m (15 ft 5 in)                     | 4,70 m (15 ft 5 in)                     | 4,70 m (15 ft 5 in)                     | 5,0 m (16 ft 5 in)                      | 4,70 m (15 ft 5 in)                                                                      | 4,70 m (15 ft 5 in)                                              |
| Mớn nước                      | 4,37 m (14 ft 4 in)                      | 4,74 m (15 ft 7 in)                     | 4,74 m (15 ft 7 in)                     | 4,74 m (15 ft 7 in)                     | 5,0 m (16 ft 5 in)                      | 5,01 m (16 ft 5 in)                                                                      | 4,91 m (16 ft 1 in)                                              |
| Công suất diesel (nổi)        | 1.700 kW                                 | 2.400 kW                                | 2.400 kW                                | 2.400 kW                                | 2.400 kW                                | 2.400 kW                                                                                 | 2.400 kW                                                         |
| Công suất điện (lặn)          | 560 kW                                   | 560 kW                                  | 560 kW                                  | 560 kW                                  | 560 kW                                  | 560 kW                                                                                   | 560 kW                                                           |
| Tốc độ (nổi)                  | 16 kn (30 km/h)                          | 17,9 kn (33,2 km/h)                     | 17,7 kn (32,8 km/h)                     | 17,7 kn (32,8 km/h)                     | 18,6 kn (34,4 km/h)                     | 16,7 kn (30,9 km/h)                                                                      | 17,6 kn (32,6 km/h)                                              |
| Tốc độ (lặn)                  | 8 kn (15 km/h)                           | 8 kn (15 km/h)                          | 7,6 kn (14,1 km/h)                      | 7,6 kn (14,1 km/h)                      | 7,6 kn (14,1 km/h)                      | 7,3 kn (13,5 km/h)                                                                       | 7,6 kn (14,1 km/h)                                               |
| Tầm xa (nổi ở tốc độ 10 knot) | 6.200 nmi (11.500 km; 7.100 mi)          | 8.700 nmi (16.100 km; 10.000 mi)        | 8.500 nmi (15.700 km; 9.800 mi)         | 8.500 nmi (15.700 km; 9.800 mi)         | 12.600 nmi (23.300 km; 14.500 mi)       | 11.200 nmi (20.700 km; 12.900 mi)                                                        | 14.700 nmi (27.200 km; 16.900 mi)                                |
| Tầm xa (lặn ở tốc đố 4 knot)  | 74–94 nmi (137–174 km; 85–108 mi)        | 90 nmi (170 km; 100 mi)                 | 80 nmi (150 km; 92 mi)                  | 80 nmi (150 km; 92 mi)                  | 80 nmi (150 km; 92 mi)                  | 69 nmi (128 km; 79 mi)                                                                   | 75 nmi (139 km; 86 mi)                                           |
| Độ sâu hoạt động tối đa       | 220 m (720 ft)                           | 220 m (720 ft)                          | 230 m (750 ft)                          | 250 m (820 ft)                          | 270 m (890 ft)                          | 200 m (660 ft)                                                                           | 200 m (660 ft)                                                   |
| Độ sâu ép vỡ                  | 230–250 m (750–820 ft)                   | 230–250 m (750–820 ft)                  | 250–295 m (820–968 ft)                  | 275–325 m (902–1.066 ft)                | 350–400 m (1.150–1.310 ft)              | 220–240 m (720–790 ft)                                                                   | 220–240 m (720–790 ft)                                           |
| Thủy thủ đoàn                 | 42–46                                    | 44–48                                   | 44–52                                   | 44–52                                   | 44–52                                   | 46–52                                                                                    | 46–52                                                            |
| Vũ khí trên boong             | Hải pháo 8,8 cm SK C35, với 220 quả đạn  | Hải pháo 8,8 cm SK C35, với 220 quả đạn | Hải pháo 8,8 cm SK C35, với 220 quả đạn | Hải pháo 8,8 cm SK C35, với 220 quả đạn | Hải pháo 8,8 cm SK C35, với 220 quả đạn | Hải pháo 8,8 cm SK C35, với 220 quả đạn                                                  | không                                                            |
| Vũ khí phòng không            | 2 cm FlaK 30                             | 2 cm FlaK 30                            | Thay đổi                                | Thay đổi                                | Thay đổi                                | 2 × 2 cm Flak C30 với 4.380 viên đạn                                                     | 3,7 cm Flak, với 1.195 viên đạn 2 × C30 20 mm, với 4.380 quả đạn |
| Ống phóng ngư lôi (mũi)       | 4                                        | 4                                       | 4                                       | 4                                       | 4                                       | 4                                                                                        | 4                                                                |
| Ống phóng ngư lôi (đuôi)      | 1                                        | 1                                       | 1                                       | 1                                       | 1                                       | 1                                                                                        | 1                                                                |
| Ngư lôi (tối đa)              | 11                                       | 14                                      | 14                                      | 14                                      | 16                                      | 14                                                                                       | 14 / 39                                                          |
| Thủy lôi                      | 22 × thủy lôi TMA hoặc 33 × thủy lôi TMB | 26 × TMA                                | 26 × TMA                                | 26 × TMA                                | 26 × TMA                                | 15 × thủy lôi SMA trong ống phóng thẳng đứng và 26 × thủy lôi TMA hoặc 39 × thủy lôi TMB | Không                                                            |
| Số lượng đưa vào hoạt động    | 10                                       | 24                                      | 568                                     | 91                                      | 0                                       | 6                                                                                        | 4                                                                |